# Charles Helou
Charles Hélou, em árabe شارل الحلو (Beirute, 25 de setembro de 1913 — Beirute, 7 de janeiro de 2001), foi um político libanês, ex-presidente do Líbano.
Foi advogado, médico e jornalista cristão maronita, foi várias vezes ministro da Educação (1949-1959) e e foi presidente da república de 1964 a 1970. Levou a cabo uma reforma administrativa do país.
Morreu de ataque cardíaco aos 87 anos.